# Martina Validžić
Martina Validžić (14. listopada 1977.) hrvatska je novinarka, urednica i voditeljica HRT-a. 
Rodom je iz Promine u Šibensko-kninskoj županiji. Diplomirala je na Filozofskom fakultetu u Zagrebu.
Martina je radila na emisijama kao što su: „Glamour Cafe”, „Žene povjerljivo”, „Boje turizma”, „Globalno sijelo”, „Kod nas doma” „Shpitza” i dr. Tijekom više od dva desetljeća karijere, prošla je kroz brojne redakcije i formate. Okušala se i u sportskom novinarstvu, prateći ključne događaje poput Olimpijskih igara i nogometnih prvenstava: na Europskom nogometnom prvenstvu u Njemačkoj 2024., na Olimpskim igrama u Tokiju 2020., Zimskim olimpijskim igrama u Pekingu 2022. te putopisima iz Katara sa Svjetskog nogometnog prvenstva u Kataru 2022.
Radila je i na dokumentarno-putopisnoj seriji „Sretni gradovi”, u kojoj je istražila što čini Kopenhagen, Reykjavik, Lisabon i druge gradove najugodnijima za život. U drugoj sezoni predstavila je američke gradove.
Pjevala je u punk rock bendu „Obrad Kosovac”. Igrala je košarku na poziciji centra i krila.
Bila je nominirana za Večernjakovu ružu 2023. i Zlatni studio 2019., 2023., 2024. i 2025. u kategoriji najbolje televizijske novinarke. 